# Charamadoye
Charamadoye war ein König von Nobatia, der um 410/420 n. Chr. regierte.
Er ist nur von einer Inschrift bekannt, die er auf dem Mandulis-Tempel in Kalabscha in Unternubien hatte anbringen lassen. Es handelt sich um die letzte bekannte Inschrift in meroitisch. Der Inhalt der Inschrift ist kaum verständlich, doch kann man momentan immerhin verstehen, dass sich Charamadoye als König -qore - bezeichnete. Des Weiteren wird wohl ein Sieg über einen König Yismeniye verzeichnet. Bei diesem Herrscher mag es sich um den König der Blemmyer, der aus anderen Quellen als Isemne bekannt ist, handeln.
Die politische Situation in Nubien nach dem Untergang des meroitischen Reiches ist immer noch vollkommen ungeklärt, doch weiß man aus antiken Quellen, dass die Blemmyer, die vorher nur in der Wüste herrschten, es schafften unternubische Städte zu erobern und in Unternubien ein Königreich aufzubauen. Gleichzeitig entstand etwas südlich, wohl als Nachfolgerstaat der Meroiten, das Reich von Nobatia, dass anscheinend im ständigen Konflikt mit den Blemmyern lag.